# Conquista de Jerez de la Frontera
La conquista de Jerez de la Frontera tuvo lugar el 9 de octubre de 1264 (otras fuentes citan el 3 de octubre de 1266) a manos de las tropas cristianas de Alfonso X de Castilla. Hasta entonces la ciudad estaba en manos del rey andalusí Ibn Abit. Este acontecimiento se encuadra dentro de la Reconquista, proceso histórico que tuvo lugar en España entre los años 722 y 1492 y durante el cual los reinos cristianos de la península ibérica buscaron el control del territorio que permanecía bajo dominio musulmán.

## Capitulación de 1249
Tras la conquista de la ciudad de Sevilla, Fernando III de Castilla continúa su labor por el bajo Guadalquivir, como consolidación a la campaña sevillana e inicio del dominio del litoral. Jerez es conquistada en 1249, mediante capitulación de su población después de haber devastado las huestes castellanas cultivos y alquerías, y haber sufrido un cerco de varios meses. 

El monarca castellano acepta la negociación por la dureza del asedio y por la urgencia en ocuparse de la repoblación de Sevilla, y por lo tanto, quedaron "todos los moros en sus casas en la dicha villa y heredades" a excepción de algunas personalidades que emigraron, como sabemos fuel caso de Ibn Abit. De esta manera, la ciudad de Jerez y la zona próxima a la villa quedaba como protectorado castellano. Desde 1255 el Alcázar pasa a estar controlado por una guarnición cristiana bajo el mando de Nuño González de Lara el Bueno, que dejó por teniente a Garci Gómez Carrillo. 
En 1250 el Reino de Castilla tomaba Vejer de la Frontera y diez años después El Puerto de Santa María. Cádiz sería conquistada el 14 de septiembre de 1262.

## Revuelta mudéjar y conquista de la ciudad
A partir de la revuelta mudéjar de 1264 se había recrudecido la situación ante el deseo, por una parte del rey nazarí de frenar la expansión castellana, y por otra parte el fortalecimiento de los benimerines de Marruecos; éstos desembarcaron en Jerez y, señalando una fecha para la sublevación general, se levantaron los vasallos musulmanes del monarca castellano. 
En el 1264 (otras fuentes señalan en 1266) los musulmanes de Jerez se rebelan contra el dominio cristiano, entrando en el alcázar y pasando a toda la guarnición cristiana a cuchillo, coincidiendo con revueltas en Murcia y en otras localidades andaluzas. El libro del Alcázar cuenta que los musulmanes entraron construyendo una mina o túnel desde el que pasaron al interior del recinto. Otra tradición dice que entraron a través de un muro desde el que saltaron a las propias murallas del alcázar. El Alcázar vuelve a manos musulmanas. 
Alfonso X responde asediando durante 5 meses la ciudad de Jerez. Los musulmanes intentaron la negociación, pero "el rey no quiso sino que se saliesen sin otra cosa más de sus cuerpos". Finalmente las tropas musulmanas se rinden y entregan la ciudad a los cristianos. El monarca decide dejar una guarnición de 300 caballeros en el alcázar y les mando "dar y repartir las casas y tierras y heredades" que componían el alfoz de Jerez, facilitando su repoblación mediante la concesión de mercedes y privilegios.

## Consecuencias
La población musulmana fue expulsada y evacuada de la ciudad, por lo que la población mudéjar de la ciudad de Jerez, en los años siguientes a la reconquista, fue muy escasa, aproximadamente una veintena de vecinos, hecho que confirma la existencia de una sola mezquita habilitada para el culto islámico en la ciudad.